# Kriegerdenkmal (Altusried)

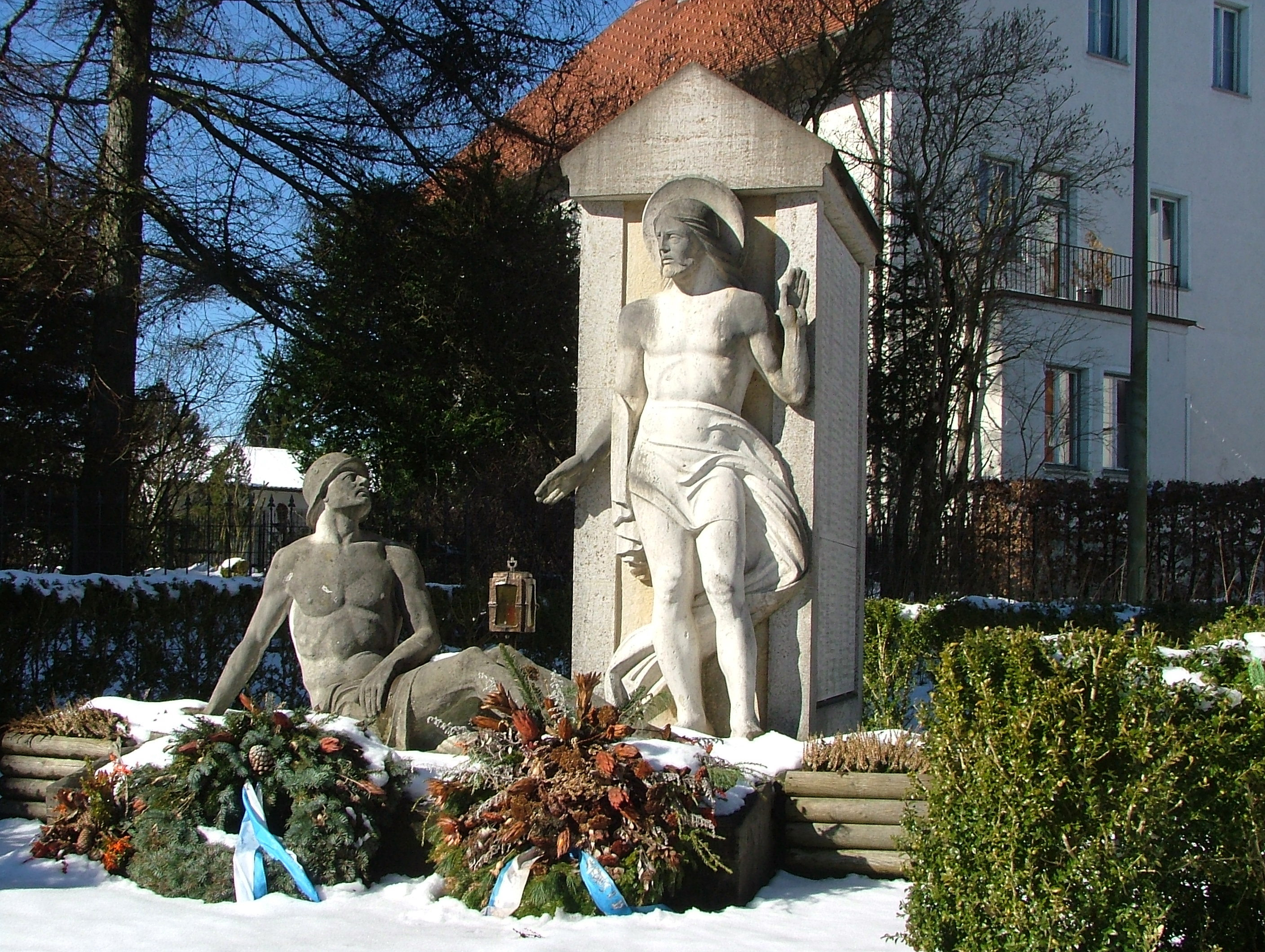
Kriegerdenkmal Altusried

Das Kriegerdenkmal in Altusried erinnert an die von dort stammenden 302 im Ersten und Zweiten Weltkrieg gefallenen Soldaten. Es steht neben der Kirche in der Nähe des Friedhofes.

## Allgemeines
Das Kriegerdenkmal in Altusried wurde im Jahr 1932 in Gedenken an die 86 im Ersten Weltkrieg gefallenen bzw. vermissten Altusrieder errichtet. Für die Gestaltung und die Ausführung war der in Altusried geborene Bildhauer Josef Mayer verantwortlich, der schon mehrere Denkmäler in der näheren Umgebung ausgeführt hatte. Das Kriegerdenkmal besteht aus Treuchtlinger Marmor, welcher zur damaligen Zeit ein für den Denkmalbau sehr beliebter Stein war. Es trägt die Inschrift „Ich bin die Auferstehung und das Leben“ und zeigt einen sterbenden Krieger, der zum auferstehenden Christus aufblickt. Seitlich sind zwei Marmortafeln angebracht, auf denen die Namen der 86 gefallenen und vermissten Krieger stehen. Die Finanzierung erfolgte durch die 1931 auf der Altusrieder Freilichtbühne aufgeführten Andreas-Hofer-Festspiele und wurde finanziell von dem damaligen Bürgermeister Weizenegger unterstützt.